# Evangelische Kirche Daubhausen

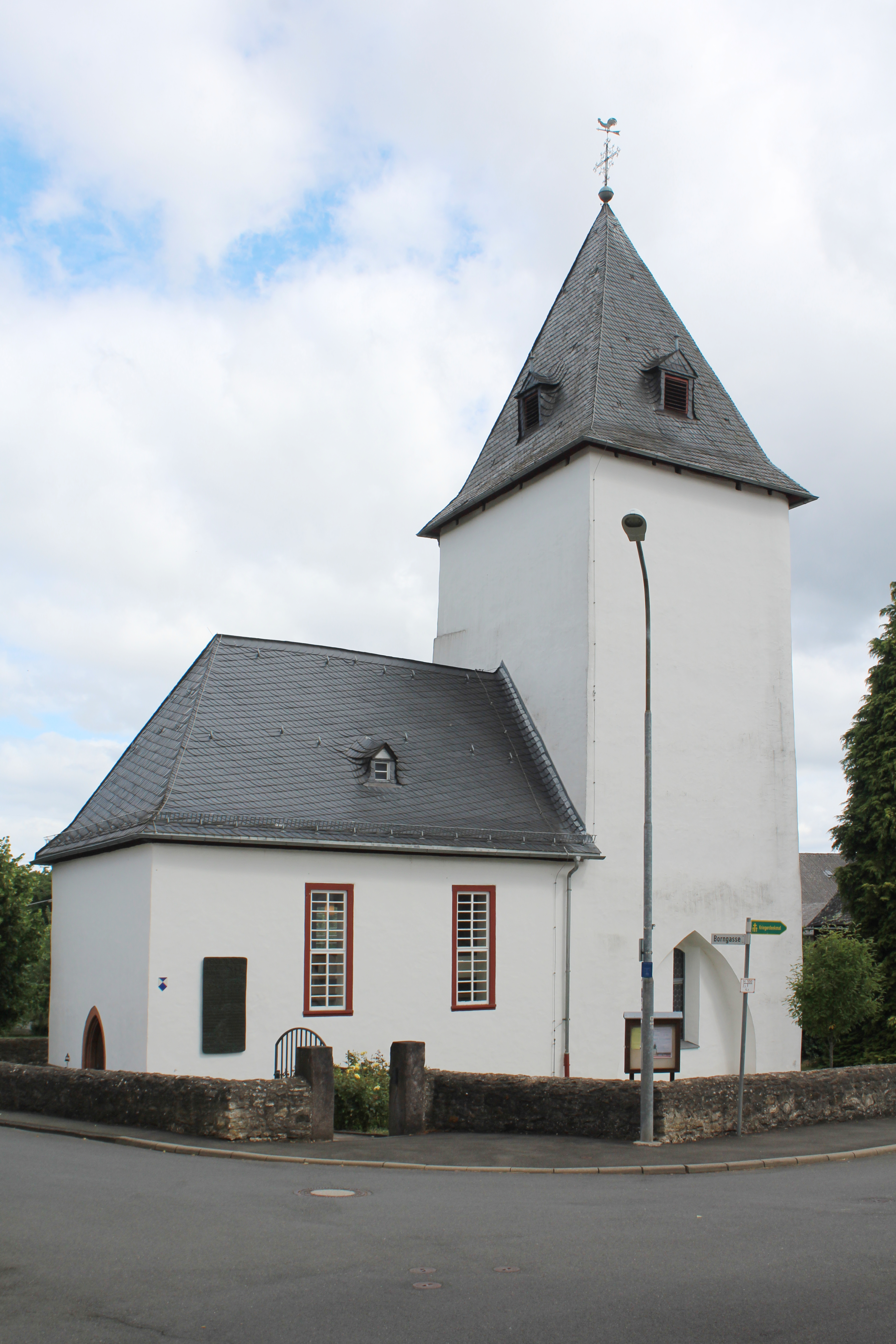
Kirche in Daubhausen

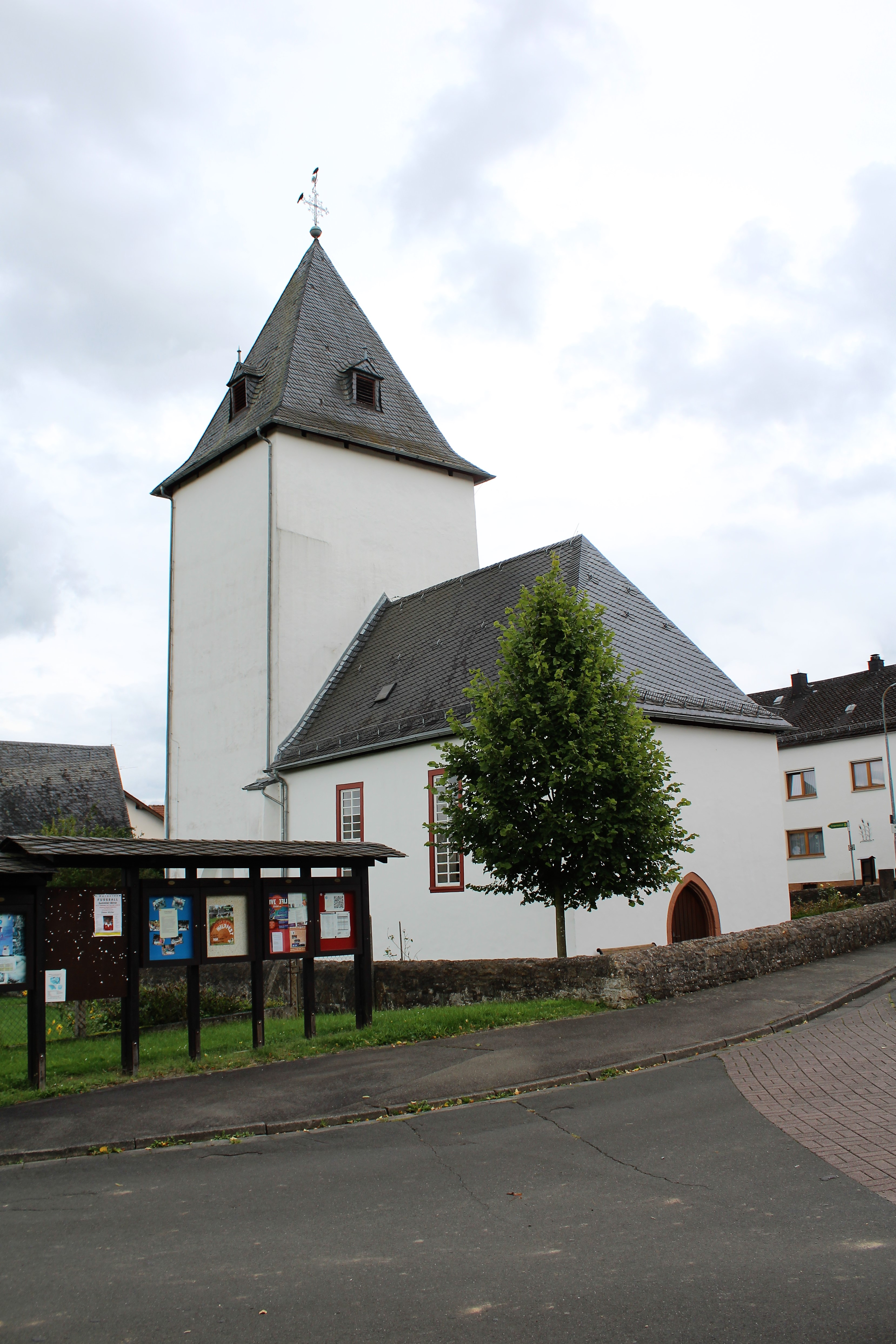
Kirche von Nordwesten

Die Evangelische Kirche in Daubhausen, einem Ortsteil von Ehringshausen im Lahn-Dill-Kreis (Mittelhessen), ist eine barocke Saalkirche mit einem wehrhaften mittelalterlichen Chorturm. Das Schiff wurde im Jahr 1710 von Hugenotten errichtet, die ab 1685 im Dorf angesiedelt wurden. Das hessische Kulturdenkmal ist ortsbildprägend. Zur Kirchenausstattung gehört eine Orgel von Johann Georg Bürgy aus dem Jahr 1822.

## Geschichte

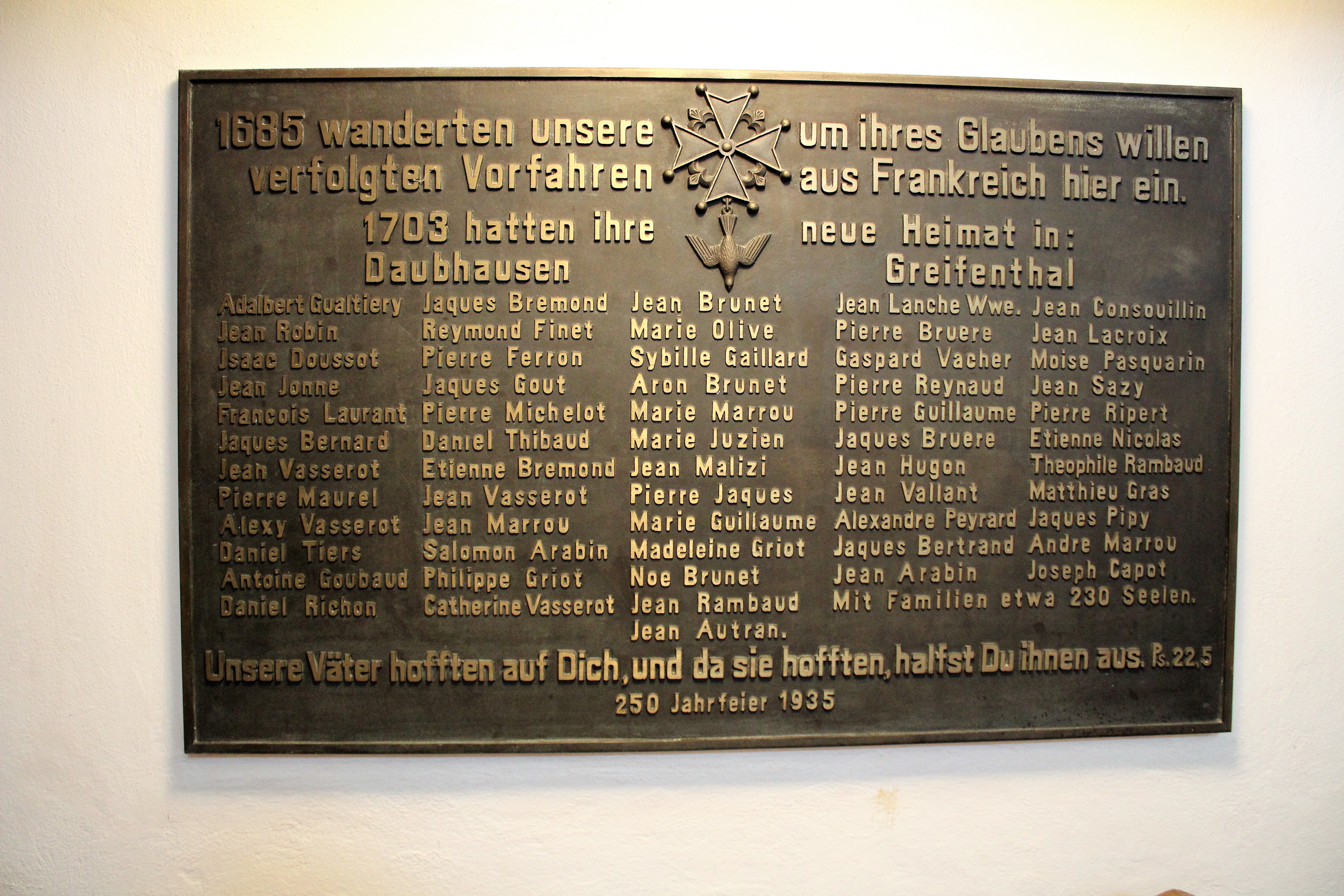
Liste der angesiedelten Hugenotten

Die Gemeinde war im ausgehenden Mittelalter dem Sendbezirk Dillheim im Archipresbyterat Wetzlar und Archidiakonat St. Lubentius Dietkirchen im Bistum Trier zugeordnet. Als die Reformation ab 1524 im Kirchspiel Dillheim vermutlich unter Pfarrer Johannes Zaunschliffer eingeführt wurde, wechselte die Kirchengemeinde zum evangelischen Bekenntnis. Bis 1685 war Daubhausen Filiale von Dillheim.
Nach Aufhebung des Edikts von Nantes flohen im Jahr 1685 Hugenotten scharenweise aus Frankreich. Wilhelm Moritz Graf zu Solms-Greifenstein siedelte in Daubhausen etwa 190 der Glaubensflüchtlinge an, übergab ihnen die bestehenden Häuser und Ländereien und siedelte 17 von 20 der einheimischen Familien gegen ihren Willen in benachbarte Ortschaften um, die Abfindungen erhielten. Im Jahr 1690/1691 ließ er für weitere Hugenotten das Filialdorf Greifenthal anlegen. Die Flüchtlinge stammten aus den Regionen Queyras, Pragelas, Languedoc und dem Vivarais sowie aus der Champagne. Viele waren als Facharbeiter im Textilgewerbe und in anderen Handwerken tätig und sollten nach dem Bevölkerungsschwund im Dreißigjährigen Krieg die Wirtschaft wiederbeleben. Nach unruhigen Jahren mit weiterem Zuzug und Wegzug waren im Jahr 1703 in Daubhausen 37 und in Greifenthal 22 Familien mit insgesamt etwa 230 Personen angesiedelt. Im Jahr 1722 erhielten die hugenottischen Kolonien in Form eines Freiheitsbriefes, für den sie jährlich 1000 Gulden und ab 1728 noch 800 Gulden zahlen mussten, Stadt- und Marktrechte mit eigener Gerichtsbarkeit und waren nun offiziell hugenottischer Besitz.
Da die Turmhalle des Wehrturms nicht groß genug war, führten die Hugenotten ihre französisch-reformierten Gottesdienste vermutlich in der Greifensteiner Schlosskirche durch. Bis 1710 bauten sie westlich an den Turm ein schlichtes Kirchenschiff (temple) an und führten im Umkreis Kollektensammlungen durch. Mindestens bis 1825 wurden dort französischsprachige Gottesdienste von französischen Pastoren abgehalten. Im Laufe des 19. Jahrhunderts integrierten sich die Hugenotten und verloren zunehmend ihre Identität.
Eine Gedenktafel mit den Namen der 37 hugenottischen Familien wurde 1935 in der Kirche angebracht. Im Zuge einer Außen- und Innensanierung in den Jahren 1962/1963 erhielt die bis dahin unverputzte Kirche erstmals einen Außenputz. Kanzel und Emporen wurden wieder freigelegt und von ihrer blauen Ölfarbe befreit. Im Jahr 2008 wurde gegenüber der Kirche das Hugenottenmuseum Daubhausen eröffnet, das die regionale Hugenottengeschichte dokumentiert.

## Architektur

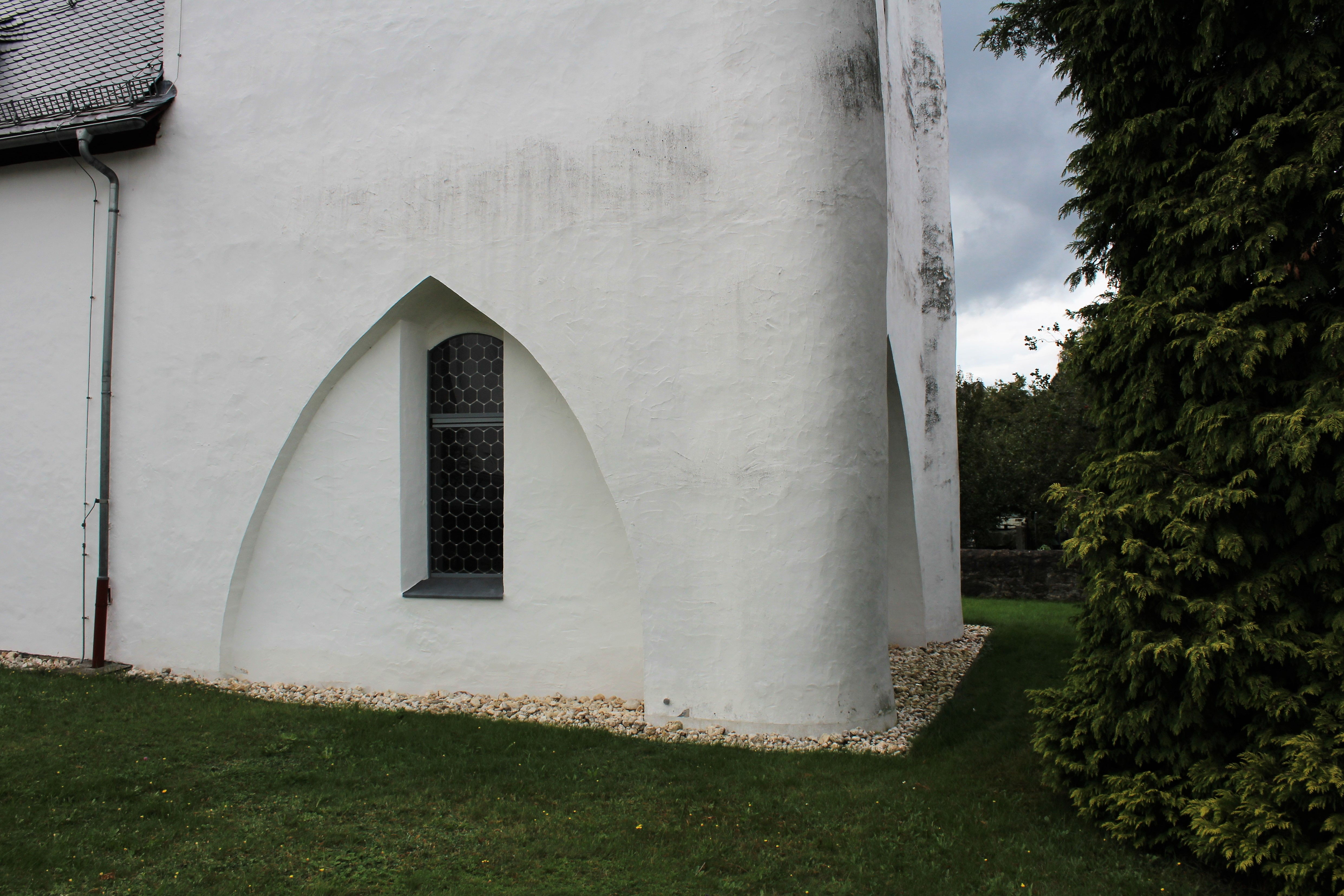
Südseite des Turms

Die nicht exakt geostete, sondern nach Ost-Nordost ausgerichtete Kirche aus weiß verputztem Bruchsteinmauerwerk ist im Ortszentrum errichtet. Sie liegt inmitten eines trapezförmigen Friedhofs, der von einer Mauer eingefriedet wird und seit 1835 nicht mehr genutzt wird. Der mehrgeschossige, ungegliederte Chorturm zeichnet sich an den beiden Ostecken durch halbrunde Vorlagen aus. Im Bereich der Turmhalle wurden außen große spitzbogige Nischen eingehauen, in die jeweils ein kleines Fenster mit Stichbogen eingelassen ist. Der ansonsten fensterlose Turm hat unterhalb der heutigen Traufe Schießscharten. Dem Zeltdach sind an allen vier Seiten kleine Gauben mit Dreiecksgiebeln und rechteckigen Schallöffnungen für das Geläut aufgesetzt. Das Dach wird von einem Turmknauf, einem verzierten Kreuz und einem Wetterhahn bekrönt. Die Halle wird im Inneren von einem schlichten Kreuzgratgewölbe überwölbt. Ein spitzbogiger Chorbogen öffnet die niedrige Turmhalle zum Schiff.
Das angebaute Schiff weist dieselbe Breite wie der Turm auf und wird durch ein Walmdach bedeckt, das an der Südseite mit einer kleinen Gaube bestückt ist. Es wird durch ein spitzbogiges, profiliertes Westportal aus spätgotischer Zeit erschlossen. Hohe Rechteckfenster mit Sprossengliederung belichten den Innenraum.

## Ausstattung

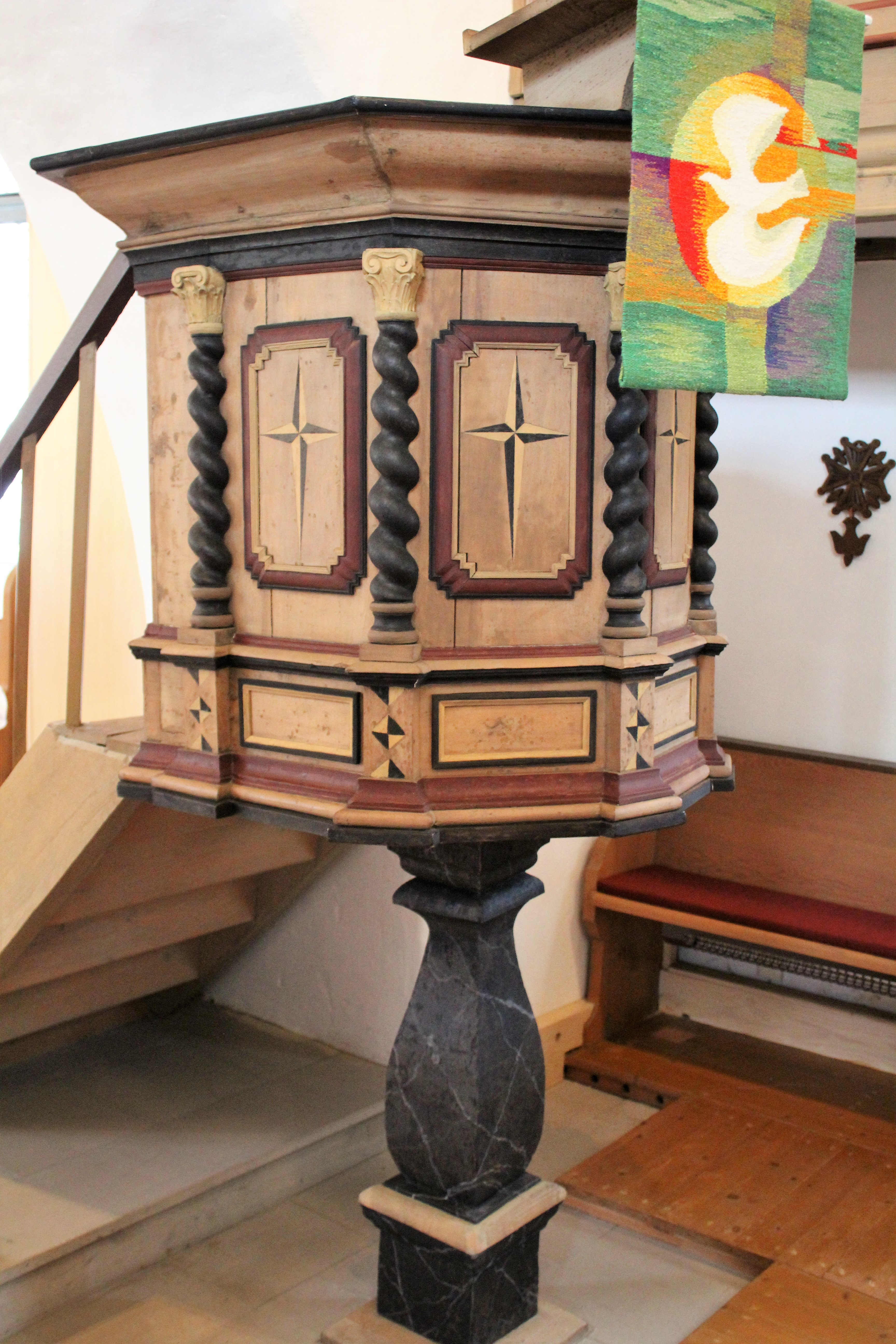
Kanzel mit Intarsien (18. Jhd.)

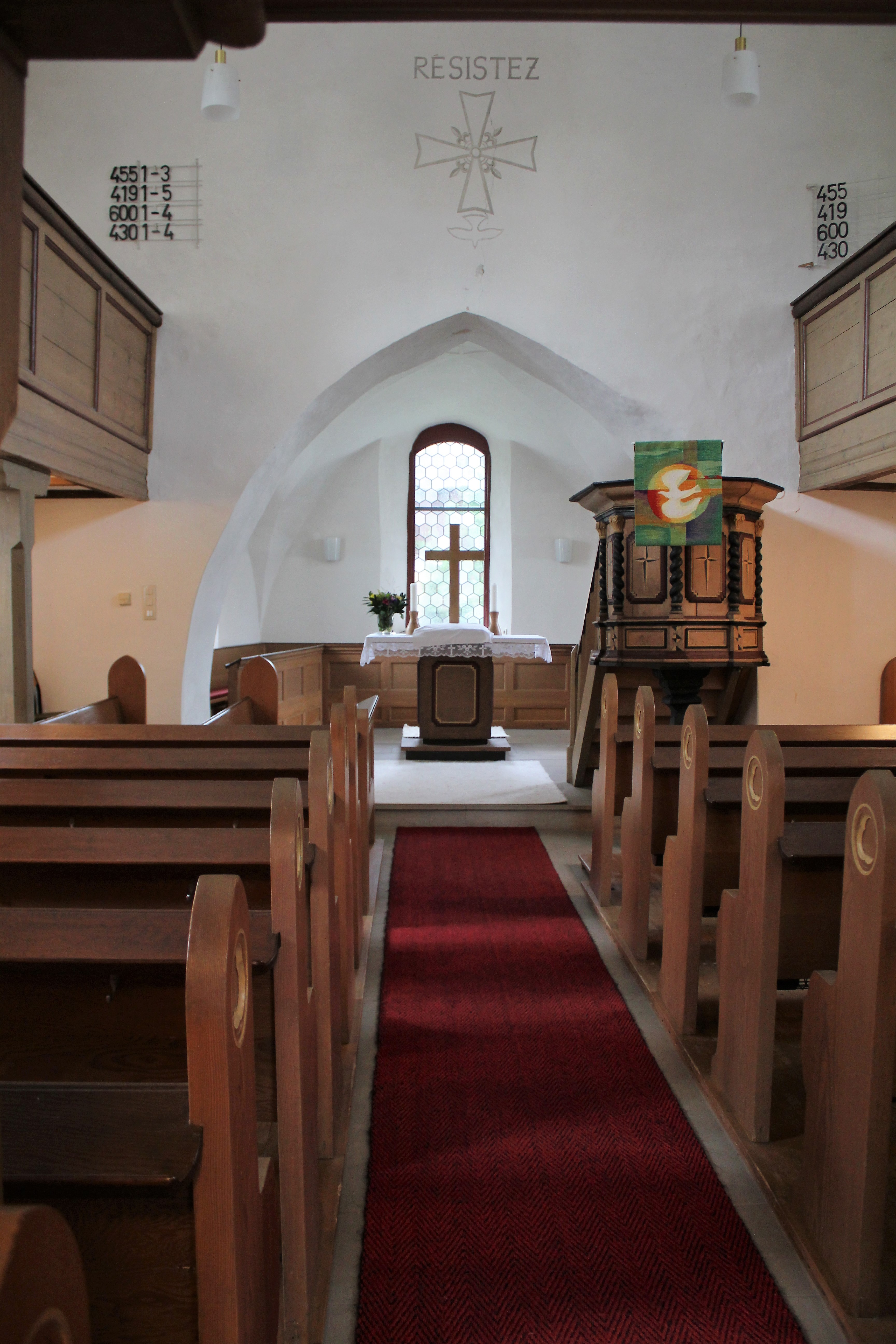
Innenraum mit Blick auf den Chor

Der Innenraum des Schiffs wird von einer Flachdecke abgeschlossen, die auf einem Längsunterzug ruht. Über dem Chorbogen ist ein Hugenottenkreuz gemalt, darüber das Wort RÉSISTEZ („widersteht!“), der Mahnruf von Marie Durand. Sie hatte das Wort in eine Wand des Tour de Constance von Aigues-Mortes gekratzt, wo sie 38 Jahre inhaftiert und gegenüber der Rekatholisierung standhaft geblieben war.
Eine dreiseitig umlaufende bauzeitliche Empore im Langhaus wird von viereckigen Holzpfosten mit Fase gestützt. Sie dient im Westen als Aufstellungsort für die Orgel. Auch die hölzerne, polygonale Kanzel stammt aus dem Anfang des 18. Jahrhunderts. Die Kanzelfelder, die durch gedrehte Freisäulen gegliedert werden, haben Intarsien in Form von vierstrahligen Sternen. Die Ecksäulen haben ionische Kapitelle und ruhen auf quaderförmigen Basen, die mit Intarsien verziert sind.
Der Altar besteht aus einem quaderförmigen Block mit einer schlichten Platte. Auf ihr steht ein modernes schlichtes Holzkreuz und liegt eine französische Bibel aus dem Jahr 1779. Das holzsichtige Kirchengestühl lässt einen Mittelgang frei. Die geschwungenen Wangen mit Dreipass im Kopfteil wurden in späterer Zeit erneuert. An den drei Chorwänden ist eine Bankreihe aufgestellt, die eine eigene Brüstung mit kassettierten Füllungen hat.

## Orgel

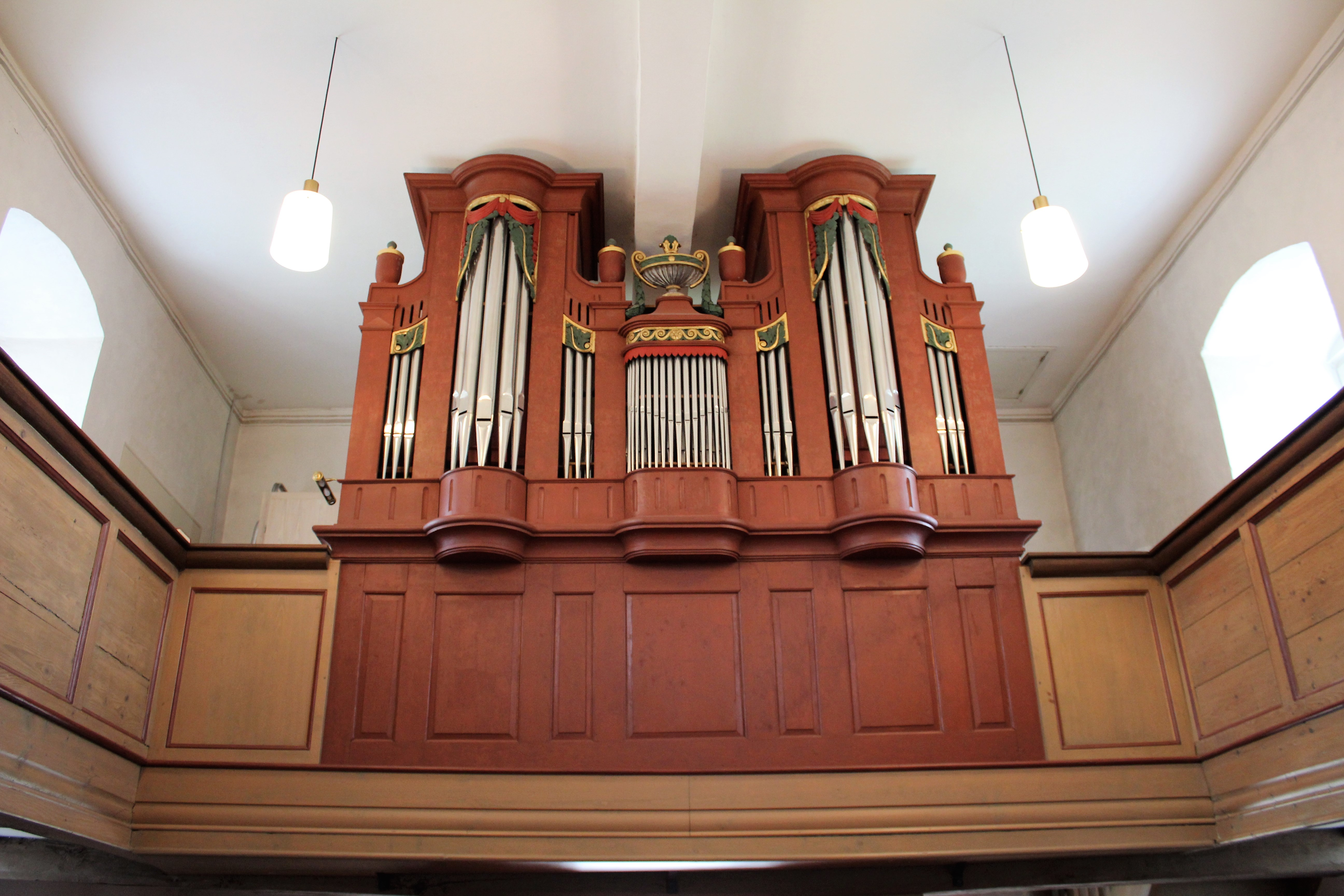
Bürgy-Orgel von 1822

Die Orgel von Johann Georg Bürgy wurde 1822 ursprünglich für die Evangelische Kirche Biskirchen gebaut, aber 1872 im Zuge des dortigen Kirchenneubaus nach Daubhausen verkauft und dort aufgestellt. Orgelbauer Johann Stockhausen aus Linz renovierte das Instrument im Jahr 1956. Zunächst stand die Orgel direkt an der Westwand, wurde aber in den 1960er Jahren als Brüstungsorgel vorgezogen. Sie verfügt über zwölf Register, die auf einem Manual und Pedal verteilt sind. Das Werk ist zum großen Teil original erhalten, zumindest vier Register wurden im Laufe der Zeit erneuert.
Die Orgel hat folgende Disposition:
| I Manual C–f3 |       |
| Bourdon       | 8′    |
| Flöte D       | 8′    |
| Salicional    | 8′    |
| Principal     | 4′    |
| Gedackt       | 4′    |
| Quint         | 3′    |
| Octav         | 2′    |
| Mixtur II–III | 1 ⁄3′ |
| Trompete      | 8′    |

| Pedal C–d1  |     |
| Subbass     | 16′ |
| Oktavbass   | 8′  |
| Gedacktbass | 8′  |

- Koppel: I/P